# Phaesticus azemii
Phaesticus azemii är en insektsart som beskrevs av Mahmood, K., Idris och Salmah 2007. Phaesticus azemii ingår i släktet Phaesticus och familjen torngräshoppor. Inga underarter finns listade i Catalogue of Life.